# Universidad Laboral de Sevilla
La Universidad Laboral de Sevilla era una Universidad Laboral fundada en 1956. Actualmente, sus edificios, ubicados en el municipio español de Dos Hermanas, perteneciente a la provincia de Sevilla, constituyen el campus de la Universidad Pablo de Olavide.

## Historia
La Universidad Laboral de Sevilla se inauguró en el curso académico 1956-57, bajo la dirección de la Pía Sociedad de San Francisco de Sales, con el nombre de Universidad Laboral “José Antonio Primo de Rivera” de Sevilla. Fue extinguida, junto al resto de Universidades Laborales, en el año 1978 para pasar a llamarse “Centros de Enseñanzas Integradas”. Posteriormente, transferidas las competencias en materia educativa a la Junta de Andalucía, se le denominó “Complejo Educativo Integrado”, transformándose en IES (Instituto de Educación Secundaria) y después, tras unas importantes obras de remodelación, dio paso,  en 1997, a la ubicación de la actual Universidad “Pablo de Olavide” de Sevilla.

## Campus
El complejo destinado a Universidad Laboral, desplegado en un amplio paisaje y con generosos espacios libres, consta de una serie de siete módulos de edificios conectados entre sí por una espina de circulación de orientación aproximada norte-sur, a ambos lados de la cual se disponen simétricamente aquellos. Cada módulo, constituido por dos volúmenes de dos y cinco plantas y otro edificio, también de dos plantas, separado de los anteriores, tenía la misión de albergar un grupo escolar con aulas y laboratorios, dormitorios, comedores, recreos y vestuarios. El edificio ubicado en el extremo norte se destinaba a cocina, almacén, lavandería y otros servicios generales.
En el extremo opuesto, el de mayor cota, se erigen edificios enlazados por galerías cubiertas que conforman una gran plaza, y constituyen el «centro cívico» que contendría entre otros espacios los de salón de actos, locales de dirección y claustro de profesores, biblioteca central e iglesia. A esta última, aunque no llegó a construirse, pertenece la torre que constituye el elemento vertical referencial del complejo.
Arquitectónicamente se inscribe dentro del Movimiento Moderno. La obra fue proyectada y dirigida entre 1949 y 1954 por el grupo Otaisa formado por los arquitectos Felipe y Rodrigo Medina Benjumea, Luis Gómez-Estern Sánchez y Alfonso Toro Buiza, por encargo del Ministerio de Trabajo.
El 22 de julio de 2008 fue inscrito en el Catálogo General del Patrimonio Histórico Andaluz, mediante una orden publicada el 8 de agosto de ese mismo año en el Boletín Oficial de la Junta de Andalucía.